# Benoît VIII
Pour les articles homonymes, voir Benoît.
Benoît VIII (Teofilatto dei conti di Tuscolo), né vers 970 dans la région de Latium, est le 143e pape de l'Église catholique du 18 mai 1012 au 9 avril 1024. Il est de la famille des comtes de Tusculum. Il a pour concurrent un certain Grégoire VI, qui le force à sortir de Rome, mais il est réintégré par l'empereur du Saint-Empire Henri II.
Autour de l'an mille, il contribue à la première rupture entre l'Église romaine et l'Église grecque, introduisant le Filioque (idée selon laquelle l'Esprit-Saint procède du Père et du Fils) dans le rite romain, alors que les Grecs considèrent que l'Esprit-Saint procède uniquement du Père. En réaction à cette mesure, le patriarche de Constantinople retire le nom du pape des listes de saints pour lesquels les fidèles devaient prier.
Les Sarrasins étant venus en 1016 envahir ses États, il se met lui-même à la tête des troupes et extermine l'ennemi. Il rend des ordonnances contre le concubinat des prêtres. Il est inhumé dans la basilique Saint-Pierre, après un pontificat de 11 ans, 10 mois et 3 semaines.
Le 26 juillet 1016, il procède à la deuxième canonisation de l'Église en inscrivant Siméon de Padolirone au Catalogue des saints par son décrets Requisitis.
En 1017, à la demande du comte de Besalú Bernard Taillefer, il crée le nouvel évêché de Besalú, qui échoît au fils du comte, Guifré de Besalú.

## Sources
- Marie-Nicolas Bouillet  et Alexis Chassang (dir.), « Benoît VIII » dans Dictionnaire universel d’histoire et de géographie, 1878 (lire sur Wikisource)